# Johann Bützberger
Johann Bützberger (* 16. November 1820 in Bleienbach; † 2. Februar 1886 in Langenthal) war ein Schweizer Politiker. Über dreieinhalb Jahrzehnte lang, von 1850 bis zu seinem Tod, gehörte er ununterbrochen dem Nationalrat an. Er gilt als einer der bedeutendsten Politiker des Kantons Bern und insbesondere der Region Oberaargau in der zweiten Hälfte des 19. Jahrhunderts.

## Biografie

### Jugend, Studium und Beruf
Johann Bützberger war das fünfte von acht Kindern des gleichnamigen Drechslers und der Verena Dennler. Er besuchte die Dorfschule seiner Heimatgemeinde Bleienbach und wollte Lehrer werden, fiel aber in der Aufnahmeprüfung für das Lehrerseminar durch. Später machte er eine Lehre bei einem Advokaten in Aarberg und trat eine Stelle als Schreiber beim Berner Obergericht an. Trotz fehlender Matura studierte er Recht an der Universität Bern, was damals noch möglich war. Dabei wurde er insbesondere von Professor Wilhelm Snell beeinflusst, dessen radikalliberale Ansichten er begeistert übernahm. 1842 trat Bützberger der Studentenverbindung Helvetia bei, 1843 übernahm er von seinem Freund Jakob Stämpfli für ein Jahr den Vorsitz. 1844 erhielt er das Anwaltspatent und absolvierte ein kurzes Praktikum in Thun. Dort lernte er Irma Margarita Bischoff kennen, die er später heiratete und mit der er vier Kinder hatte. Im selben Jahr gründete er seine eigene Kanzlei in Langenthal.

### Kantonspolitik
Im August 1846 wurde Bützberger in den Grossen Rat gewählt, in dem die Radikalen dominierten. Kaum im Amt, beantragte er im Namen der Bittschriftenkommission die Wiedereinsetzung von Wilhelm Snell, der von der konservativen Vorgängerregierung als Professor der Universität Bern abberufen worden war. Der Rat lehnte den Antrag zwar ab, weil die Stelle bereits neu besetzt worden war, gewährte aber eine finanzielle Entschädigung. Schliesslich wurde Snell 1849 auf gerichtlichen Beschluss hin wieder eingesetzt. 1847 setzte sich Bützberger erfolgreich gegen die Abberufung des umstrittenen Theologen Eduard Zeller ein.
Im Grossen Rat bezog Bützberger wiederholt Stellung zur neuen Bundesverfassung von 1848. Sie war seiner Meinung nach zu wenig zentralistisch, insbesondere der Ständerat als Vertretung der Kantone missfiel ihm. Nachdem Ulrich Ochsenbein im November 1848 in den Bundesrat gewählt worden war, wurde er als dessen Nachfolger im Regierungsrat nominiert, unterlag aber dem gemässigteren Johann Ulrich Lehmann. Als im August 1849 Regierungsrat Albrecht Jaggi zurücktrat, wurde Bützberger gewählt. Er schlug die Wahl jedoch aus, zugunsten der selbständigen Berufsausübung als Rechtsanwalt.
1850 errangen die Konservativen um Eduard Blösch eine knappe Mehrheit im Grossen Rat und begannen, Staatsstellen konsequent mit ihren Anhängern zu besetzen. Dieses Vorgehen rief vor allem im radikal gesinnten Oberaargau grossen Unmut hervor. Im Januar 1852 startete Bützberger eine Kampagne, welche die Abberufung der konservativen Kantonsregierung zum Ziel hatte. Über 16'000 Bürger unterzeichneten das entsprechende Volksbegehren. In der daraufhin angesetzten Volksabstimmung am 18. April 1852 stimmten jedoch nur 46 % der Abberufung zu. Nach den Wahlen von Mai 1854 kam es zur so genannten «Fusion», wobei Bützberger diese enge Kooperation zwischen Radikalen und Konservativen ausdrücklich befürwortete. Er gehörte jener neunköpfigen Kommission an, welche die Zusammensetzung der Regierung festlegte. Ab 1858 regierten die Radikalen wieder alleine.
Bützberger galt als begabter Rhetoriker und setzte sich im Rat bei der Beratung verschiedener Gesetzesvorhaben wiederholt für die sozial Schwächeren ein. Dies betraf beispielsweise den Ausbau des Schulwesens und das Erbrecht für uneheliche Kinder. Erfolg hatte er auch mit der Forderung nach Verschärfung des Gesetzes gegen Tierquälerei, die er gegen den Willen der Regierung durchbrachte. 1866 stellte er sich nach zwanzig Jahren Zugehörigkeit zum Grossen Rat nicht mehr zur Wiederwahl.

### Bundespolitik
Vor den ersten Nationalratswahlen im Oktober 1848 lehnte Bützberger eine Kandidatur noch ausdrücklich ab. Als acht Monate später Karl Neuhaus starb, wurde er von den Radikalen des Wahlkreises Seeland nominiert. Bei der Nachwahl am 8. Juli 1849 setzte er sich bei einer Wahlbeteiligung von nur 11,2 % gegen Eduard Blösch durch und zog in den Nationalrat ein. Zwei Jahre später, bei den Nationalratswahlen 1851, kandidierte er mit Erfolg im Wahlkreis Oberaargau. Elfmal hintereinander gelang ihm dort problemlos die Wiederwahl, zuletzt bei den Nationalratswahlen 1884. Bützbergers Vereidigung erfolgte am 1. August 1851, sechs Tage später hielt er im Nationalrat seine erste Rede. Dabei griff er den Bundesrat scharf an, der drei Wochen zuvor die Ausweisung der Anführer der gescheiterten Badischen Revolution angeordnet hatte.
Bundesrat Ulrich Ochsenbein fiel bei den Radikalen in Ungnade, da er sich immer mehr den Konservativen zugewandt hatte. Seine Wiederwahl schien ausgeschlossen, weshalb sich die Berner Abgeordneten der Bundesversammlung am 4. und 5. Dezember 1854 zu Besprechungen trafen. Eher überraschend kamen sie überein, den relativ unerfahrenen Bützberger als Bundesratskandidaten zu nominieren, trotz seiner schlechten Französischkenntnisse. Zahlreiche nichtbernische Abgeordnete waren verärgert, da sie nicht konsultiert worden waren und sich vor vollendete Tatsachen gestellt fühlten. Während Alfred Escher Bützberger als annehmbar empfand, bezeichnete ihn Jakob Dubs als «Advokaten ohne staatsmännischen Blick». Am 6. Dezember fiel die Wahl schliesslich auf Jakob Stämpfli; Bützberger, der die Nomination nur zögernd angenommen hatte, erhielt 23 Stimmen.
1856 wandte sich Bützberger entschieden dagegen, den Landesverratsprozess gegen die Anführer des Sonderbunds (und insbesondere Constantin Siegwart-Müller) einzustellen. Mit seiner Meinung konnte er sich im Nationalrat durchsetzen, während Guillaume-Henri Dufours Aufruf zur Versöhnung wirkungslos blieb. Trotz Verweigerung einer Amnestie konnte Siegwart-Müller 1857 in die Schweiz zurückkehren und lebte daraufhin unbehelligt im Kanton Uri. Ab Mitte der 1860er Jahre setzte sich Bützberger energisch für die Rechtsvereinheitlichung ein. Insbesondere sprach er sich für die Abschaffung des Ohmgelds aus, obwohl gerade der Kanton Bern dadurch starke finanzielle Einbussen erleiden würde (die Bundesversammlung einigte sich schliesslich auf eine 20-jährige Übergangsfrist).
In den 1870er Jahren unterstützte Bützberger zwar die Totalrevision der Bundesverfassung (1874 verwirklicht), konnte aber dem vorgesehenen Referendumsrecht nicht viel abgewinnen, da es ihm zu wenig weitreichend war. Er schlug stattdessen das Initiativrecht vor, da es dem Volk mehr Möglichkeiten zur Einflussnahme biete. Bundesrat Emil Welti bekämpfte Bützbergers Vorschlag mit dem Argument, das Initiativrecht nehme der Schweiz die Vertragfähigkeit nach aussen. Mit der Ablehnung des Verfassungsentwurfs von 1872 fiel auch das Initiativrecht dahin, da es nicht in den letztlich angenommenen Kompromissvorschlag von 1874 aufgenommen wurde. Es folgte eine Periode betriebsamer gesetzgeberischer Tätigkeit, da die Gesetze an die neuen Befugnisse des Bundes angepasst werden musste. Vor allem im Bereich des Zivilrechts nahm Bützberger eine führende Rolle ein. Das Haftpflichtrecht trug wesentlich seine Handschrift.

### Militärjustiz
Kurz vor Ausbruch des Sonderbundskriegs von 1847 trat Bützberger als Hauptmann in den Justizstab ein. Während des Feldzugs war er Auditor der Tagsatzungsarmee. 1852 folgte die Beförderung zum Major, 1856 die Ernennung zum Grossrichter der 3. Division. In dieser Funktion war er während des darauf folgenden Neuenburgerhandels tätig. 1870/71, während der Grenzbesetzung infolge des Deutsch-Französischen Krieges, war er Grossrichter der 1. Division. Nach der Beförderung zum Obersten übte er von 1873 bis 1876 das Amt des Oberauditors aus.